# Mitja Marussig
Mitja Marussig (* 1972, Šempeter pri Gorici, SR Slovinsko, SFRJ) je slovinský novinář a hudebník, člen skupiny Zaklonišče prepeva.
Marussig začal být aktivní jako bubeník ve skupině Schotter, a poté jako zpěvák ve skupinách Steklina a Delovna sobota. V první polovině 90. let spolu s Vanjem Aličem založil skupinu Zaklonišče prepeva, kde hrál na basy a zpíval. Ve videoklipech skupiny hrál fiktivní postavu Miću Muriquiho, kandidujícího na různé politické funkce. Skupinu opustil po vydání desky Odoh majko u rokere, v roce 2006 se do formace zpět vrátil. V období své pauzy působil ve skupině Ulična banda.